# Odeonsplatz

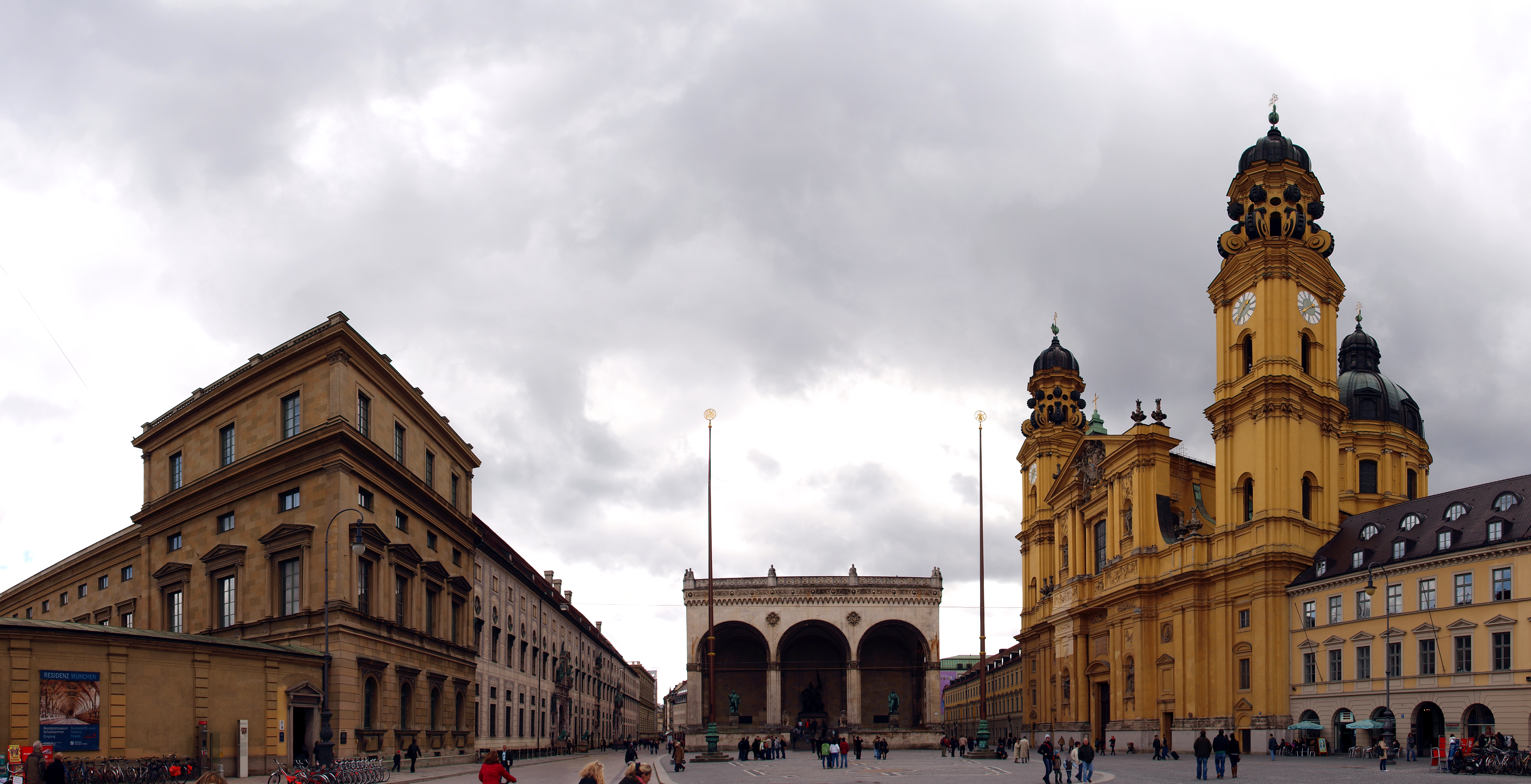
Odeonsplatz med Residenset, Feldherrnhalle och Theatinerkirche.

Odeonsplatz är ett stort torg i centrala München. Torget är uppkallat efter ett tidigare konserthus, Odeon. Vid torget ligger Residenset, Feldherrnhalle och Theatinerkirche.